# Czarne (plaats)
Czarne (Duits: Hammerstein) is een stad in het Poolse woiwodschap Pommeren, gelegen in de powiat Człuchowski en gemeente Czarne. De oppervlakte bedraagt 46,39 km², het inwonertal 6035 (2005).

## Verkeer en vervoer
- Station Czarne